# Ni Amorim
Nuno „Ni” Amorim (ur. 1 marca 1962 roku w Porto) – portugalski kierowca wyścigowy.

## Kariera
Amorim rozpoczął karierę w międzynarodowych wyścigach samochodowych w 1987 roku od startów w European Touring Car Championship, gdzie jednak nie zdobywał punktów. W późniejszych latach Portugalczyk pojawiał się także w stawce FIA Touring Car Challenge, Portugese Touring Car Championship, Deutsche Tourenwagen Meisterschaft, International Touring Car Championship, Spanish Touring Car Championship, FIA GT Championship, 24-godzinnego wyścigu Le Mans, American Le Mans Series, European Le Mans Series, British GT Championship, Le Mans Endurance Series, International GT Open, FIA GT3 European Championship oraz Scirocco R China Masters Challenge.

## Wyniki w 24h Le Mans
| Rok  | Zespół                  | Partnerzy                          | Samochód               | Klasa  | Okr. | Poz. | Klasa Pos. |
| ---- | ----------------------- | ---------------------------------- | ---------------------- | ------ | ---- | ---- | ---------- |
| 1998 | Chamberlain Engineering | Gonçalo Gomes Manuel Mello-Breyner | Chrysler Viper GTS-R   | GT2    | 265  | 21   | 7          |
| 1999 | Chamberlain Engineering | Hans Hugenholtz Toni Seiler        | Chrysler Viper GTS-R   | GTS    | 314  | 14   | 3          |
| 2000 | Viper Team Oreca        | David Donohue Anthony Beltoise     | Chrysler Viper GTS-R   | GTS    | 328  | 9    | 2          |
| 2001 | Viper Team Oreca        | Seiji Ara Masahiko Kondō           | Chrysler LMP           | LMP900 | 243  | NU   | NU         |
| 2005 | Noël del Bello Racing   | Romain Iannetta Christophe Pillon  | Courage C65-Mecachrome | LMP2   | 99   | NU   | NU         |